# Херви, Джон, 2-й барон Херви
Джон Херви, 2-й барон Херви (англ. John Hervey, 2nd Baron Hervey; 13 октября 1696 — 5 августа 1743) — английский дворянин, придворный и политический писатель. С 1723 по 1733 год он был известен как лорд Херви. Наследник 1-го графа Бристоля, он получил ключевое покровительство Уолпола и был вовлечен во многие придворные интриги и литературные ссоры, будучи, по-видимому, карикатурным Поупом и Филдингом. Его мемуары о начале правления Георга II были слишком показательными, чтобы быть опубликованными в его время, и не появлялись более века.

## Семейное происхождение
Родился 13 октября 1696 года в Лондоне. Старший сын Джона Херви, 1-го графа Бристоля (1665—1751), от его второй жены Элизабет Фелтон (? — 1741). Он был известен как лорд Херви с 1723 года, после смерти своего старшего сводного брата Карра (1691—1723), единственного сына первой жены своего отца, Изабеллы, но лорд Херви так и не стал графом Бристольским, так как умер раньше своего отца.

## Биография
Джон Херви получил образование в Вестминстерской школе и в колледже Клэр, Кембридж, где он получил степень магистра в 1715 году . Затем его отец отправил его в Париж в 1716 году, а оттуда в Ганновер, чтобы ухаживать за Георгом I.
Джон Херви был частым гостем при дворе принца и принцессы Уэльских в Ричмонде, а в 1720 году женился на Мэри Лепелл, дочери Николаса Лепелла, которая была одной из фрейлин принцессы и великой придворной красавицей. В 1723 году умер старший сводный брат Джона Карр, в результате чего он стал очевидным наследником графства Бристоль с титулом лорда Херви. В 1725 году он был избран депутатом парламента от Бери-Сент-Эдмундса.
Джон Херви одно время был в очень дружеских отношениях с Фредериком, принцем Уэльским, но примерно в 1732 году они поссорились, очевидно, из-за того, что соперничали за любовь Энн Вейн. Эти различия, вероятно, объясняют язвительную картину, которую он рисует о бессердечном поведении принца. Херви колебался между Уильямом Палтни (впоследствии графом Батским) и Робертом Уолполом, но в 1730 году он определённо встал на сторону Уолпола, которому с тех пор был верным приверженцем. По мнению Палтни, он был автором Демонстрация подстрекательства к мятежу и клеветы с посвящением покровителям Ремесленника (1731). Палтни, который до этого времени был верным другом Херви, ответил Надлежащим Ответом на недавнюю Непристойную Клевету, и ссора вылилась в дуэль, из которой Херви едва избежал смерти.
Говорят, что Джон Херви отрицал авторство как брошюры, так и её посвящения, но в примечании к рукописи в Икворте, по-видимому, написанном его собственной рукой, говорится, что он написал последнюю. Благодаря своему влиянию на королеву он смог оказать Уолполу ценную услугу. Через него министр управлял королевой Каролиной и косвенно Георгом II. Джон Херви был вице-камергером королевского двора и членом Тайного совета. В 1733 году он был вызван в Палату лордов по приказу об ускорении в баронстве своего отца. Затем он был избран губернатором Больницы для подкидышей до его основания в 1739 году. Несмотря на неоднократные просьбы, он не получал дальнейших привилегий до 1740 года, когда стал лордом-хранителем Малой печати.
После падения правительства сэра Роберта Уолпола Джон Херви был уволен (июль 1742 года) со своего поста. Превосходная политическая брошюра «Разные мысли о нынешнем положении иностранных и внутренних дел» показывает, что он все ещё сохранял свою умственную энергию, но был подвержен эпилепсии, а его слабая внешность и жесткая диета были постоянным источником насмешек для его врагов. Он умер раньше своего отца, но трое из его сыновей стали последовательно графами Бристоля.

## Мемуары и литературные ссоры
Джон Херви написал подробные и жестоко откровенные мемуары о дворе короля Великобритании Георга II с 1727 по 1737 год. Он дал самый нелестный отзыв о короле и Фредерике, принце Уэльском, и их семейных ссорах. К королеве и её дочери, принцессе Каролине, он питал искреннее уважение и привязанность, и обычно говорили, что привязанность принцессы к нему была причиной её уединения, в котором она жила после его смерти. Рукопись воспоминаний Херви была сохранена семьей, но его сын, Огастес Херви, 3-й граф Бристоль, оставил строгие предписания о том, что они не должны публиковаться до тех пор, пока не умрет Георг III. В 1848 году они были опубликованы под редакцией Дж. У. Крокера, но рукопись была подвергнута некоторому изуродованию, прежде чем попала в его руки. Крокер также смягчил в некоторых случаях откровенность оригинала. Рассказ Херви о придворной жизни и интригах во многом напоминает мемуары Горация Уолпола, и две книги подтверждают друг друга во многих утверждениях, которые в противном случае могли бы быть восприняты с подозрением.
До публикации мемуаров Джон Херви был известен главным образом как объект дикой сатиры со стороны Александра Поупа, в произведениях которого он фигурировал как лорд Фанни, Спорус, Адонис и Нарцисс. Ссора обычно списывается на ревность Поупа к дружбе Херви с леди Мэри Уортли Монтегю. В первом из Подражаний Горацию, адресованном Уильяму Фортескью, лорд Фанни и Сафо обычно отождествлялись с Херви и леди Мэри, хотя Поуп отрицал личные намерения. На Херви уже нападали в Дунсиаде и Перибатоусе, и он теперь отомстил. Нет никаких сомнений в том, что он имел отношение к Verses to the Imitator of Horace (1732), и вполне возможно, что он был единственным автором. В Письме дворянина из Хэмптон-Корта доктору богословия (1733) он насмехался над уродством Поупа и его скромным происхождением.
Ответом Папы было Letter to a Noble Lord, датированное ноябрем 1733 года, и портрет Споруса в Послании доктору Арбатноту (1743), которое является прологом к сатирам. Многие из содержащихся в нём инсинуаций и оскорблений заимствованы из « A Proper Reply to a late Scurrilous Libel».
Некоторые литературные критики, такие как Мартин С. Баттестин, предполагают, что друг Поупа и его коллега-сатирик Генри Филдинг намеревался, чтобы персонаж Бо Дидаппера в Джозефе Эндрюсе читался как Херви. Бо Дидаппер описывается как послушный приказам «Великого человека» (предположительно Уолпола), «которым он безоговорочно подчинился за счет своей Совести, своей Чести и своей Страны». Дидаппера также сравнивают с Гиласом, и его ошибочно принимают за женщину в темноте из-за его мягкой кожи.
Злобная карикатура на Споруса делает Джона Херви очень несправедливым, и Хорас Уолпол не намного лучше относится к нему, который, сообщая о своей смерти в письме (14 августа 1743 года) Горацию Манну, сказал, что он пережил свой последний дюйм характера. Тем не менее, его труды доказывают, что он был человеком реальных способностей, осужденным тактикой Уолпола и недоверием к способным людям, чтобы провести свою жизнь в придворных интригах, оружием которых, надо признать, он пользовался с предельной ловкостью. Его жена леди Херви (1700—1768), рассказ о которой можно найти в Анекдотах леди Луизы Стюарт, был горячим сторонником стюартов. Она сохранила свое остроумие и обаяние на протяжении всей своей жизни, и имеет честь быть получателем английских стихов Вольтера.

## Браки, романы и сексуальность

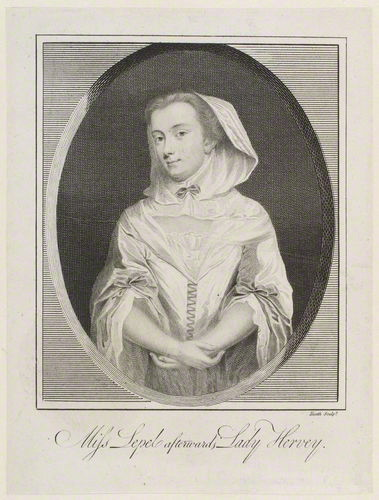
Мэри Лепелл (1700—1768), жена Джона Херви, 2-го барона Херви

21 апреля 1720 года Джон Херви женился на Мэри Лепелл (26 сентября 1700 — 2 сентября 1768), дочери Николаса Лепелла и Мэри Брук. У них было восемь детей:
- Джордж Уильям Херви, 2-й граф Бристоль (3 августа 1721 — 18 марта 1775), холост
- Достопочтенная Лепелл Херви (15 апреля 1723 — 11 мая 1780), вышла замуж в 1743 году за Константина Джона Фиппса, 1-го барона Малгрейва, оставив шесть детей
- Август Джон Херви, 3-й граф Бристоль (19 мая 1724 — 23 сентября 1779), умер, не оставив законного потомства
- Достопочтенная Мэри Херви (1725 — 9 апреля 1815)[5] , вышла замуж в 1747 году[6] за Джорджа Фитцджеральда (? — 1782) из Турлоу, графство Майо, и была матерью известного эксцентричного дуэлянта Джорджа Роберта Фитцджеральда, повешенного за заговор с целью убийства в 1786 году
- Фредерик Огастес Херви, 4-й граф Бристоль (1 августа 1730 — 8 июля 1803), женился в 1752 году на Элизабет Дейверс, от брака с которой у него было шестеро детей
- Генерал достопочтенный Уильям Херви (13 мая 1732—1815), не женат
- Достопочтенная Амелия Каролина Нассау Херви (1734—1814), не замужем
- Достопочтенная Кэролайн Херви (1736—1819), не замужем.

Херви был бисексуалом. У него был роман с Энн Вейн и, возможно, с леди Мэри Уортли Монтегю и принцессой Каролиной. Он часто жил со Стивеном Фоксом в течение десятилетия после того, как последовал за ним в Италию в 1728 году. Он писал страстные любовные письма Франческо Альгаротти, с которым впервые встретился в 1736 году. Возможно, у него была сексуальная связь с принцем Фредериком до того, как их дружба распалась. На самом деле в свое время он был осужден как сексуально неоднозначная фигура, особенно Уильямом Палтни, тогдашний лидер оппозиции и, как цитировалось выше, Александр Поуп в своем портрете «Спорус»: «Пусть Спорус трепещет/Что это за штука из шелка…Его остроумие колеблется между тем и этим/То высоко, то низко, то мастер вверх, то мисс/И он сам-одна мерзкая противоположность…». Его также привлекал Генри Фокс до его романа со Стивеном Фоксом.

## Труды
См. Memoirs of the Court of George II под редакцией Джона Уилсона Крокера (1848); и статью Г. Ф. Рассела Баркера в «Национальном биографическом словаре» . Помимо мемуаров он написал множество политических брошюр и некоторые случайные стихи.

## Современные изображения
Джон Херви появляется в качестве персонажа в британском телесериале «Аристократы» 1999 года, где его изображает Энтони Финиган. Он изображен в роли покровителя младшего Генри Фокса.
Джон Херви появляется в качестве персонажа исторического романа «Peter: The Untold True Story» (2013) Кристофера Мехлинга, рассказа о диком ребёнке XVIII века Питере Диком, которого автор считает вдохновителем Питера Пэна.